# Carl Adam Lindmark
Carl Adam Lindmark, född 29 juni 1860 i Katarina församling i Stockholm, död 15 mars 1942 i Hedvig Eleonora församling i Stockholm var en svensk murmästare. Han var tillförordnad stadsbyggmästare i Sundsvall 1883-1885.